# AN/ALQ-119

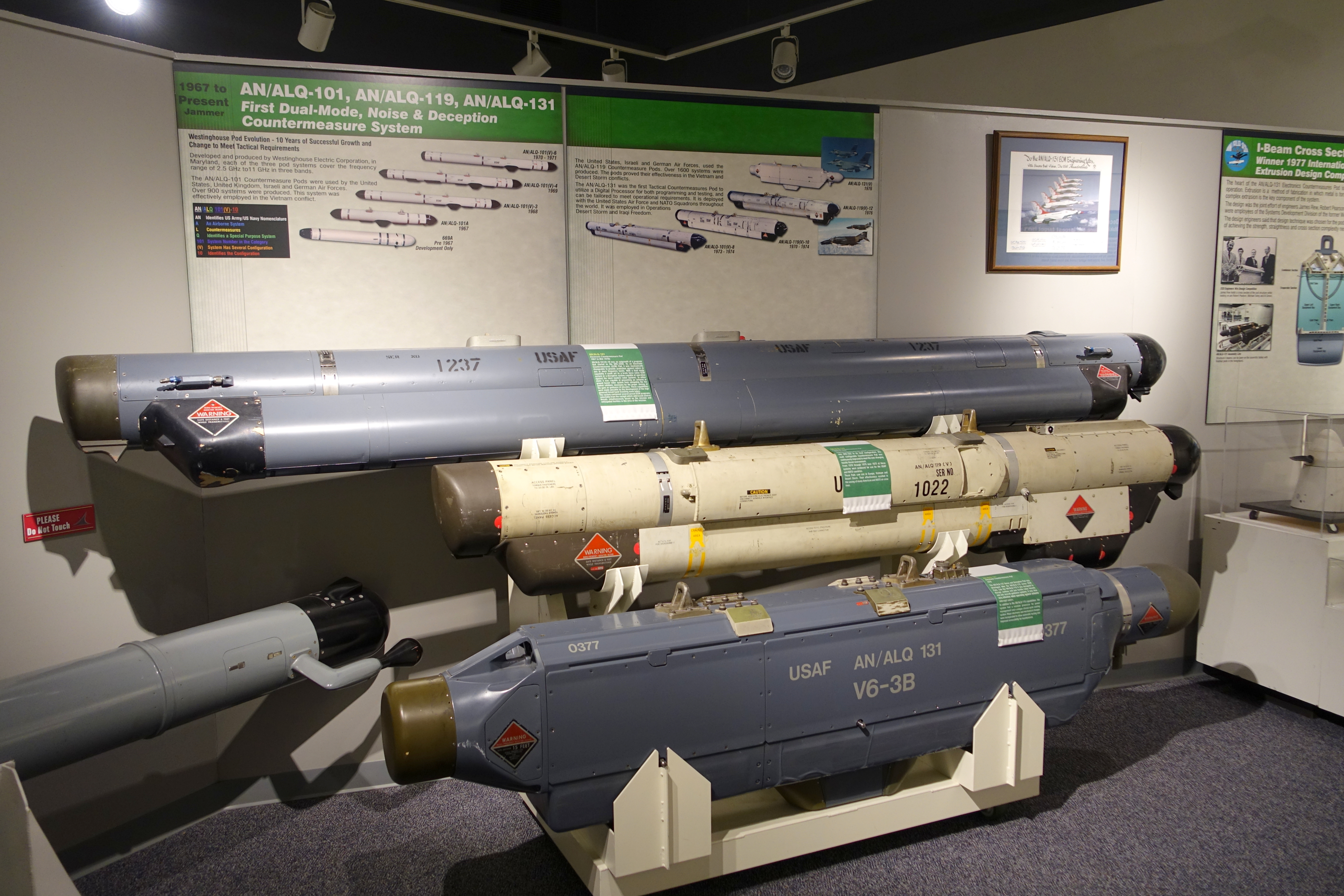
ECM-Störgondeln AN/ALQ-101, AN/ALQ-119 und AN/ALQ-131 im National Electronics Museum. (Der AN/ALQ-119 ist der Behälter in der Mitte.)

AN/ALQ-119 ist die JETDS-Typenbezeichnung für einen amerikanischen Störbehälter (englisch ECM-pod), der von Kampfflugzeugen mitgeführt wird, um elektronische Gegenmaßnahmen (EloGM) zum Selbstschutz einsetzen zu können. Er wurde von der Firma Westinghouse (heute Northrop Grumman) produziert und wird seit den 1970er Jahren verwendet.

## Beschreibung

### Zweck, Wirkungsweise
Der AN/ALQ-119 schützt Kampfflugzeuge gegen Bedrohung durch radargesteuerte Luftabwehrsysteme, indem er durch elektronisches Stören die Wirkung und Genauigkeit von Radargeräten zur Zielerfassung und Zielverfolgung beeinträchtigt. Entwickelt in der Zeit des Vietnamkrieges war er eines der ersten Störsysteme, welches zugleich die  Betriebsmodi Rauschstören und Täuschantwortstören ausführen konnte (englisch dual-mode jammer).
Der AN/ALQ-119 arbeitet in insgesamt drei Frequenzbändern und deckt Bedrohungen im E-J-Band ab.

### Anbringung
Er wird an Außenlastträgern von Flugzeugen angebracht. Voraussetzung ist jedoch eine entsprechende Verkabelung. Daher ist ein Betrieb in der Regel nur an bestimmten Stationen möglich.

### Form
Wie bereits der AN/ALQ-101, so hat auch der Behälter des AN/ALQ-119 die Form einer doppelten Gondel. Äußerlich unterscheidet er sich vom AN/ALQ-101 durch ein im vorderen Bereich unten befindliches weiteres Segment.

### Aufbau
Im Behälter befinden sich die programmierbare Steuerung, Empfänger und Sender mit Wanderfeldröhren sowie eine Kühlung. Die Antennen befinden sich jeweils vorne und hinten an der Gondel. Dabei sind die Sendeantennen oben und die Antenne für den Empfang darunter angebracht.

### Anzahl
Der AN/ALQ-119 wurde in großer Stückzahl hergestellt und war über viele Jahre eine tragende Säule der US-Ausrüstung für den elektronischen Kampf. Für die Mitte der 1980er Jahre wird von mehr als 1600 produzierten Geräten berichtet.

### Bezeichnung
Die Bezeichnung AN/ALQ-119 leitet sich aus der Systematik des amerikanischen MIL-STD-196 ab. Dabei ist „AN/“" ein Präfix und verweist auf das „Air/Navy“ System. Die folgende Kodierung zeigt an, dass es sich um
- ein Gerät für bemannte Luftfahrzeuge (Buchstabe A an der ersten Stelle),
- für elektronische Gegenmaßnahmen (Buchstabe L an der zweiten Stelle)
- und für besondere Zwecke, bzw. mit mehreren Funktionen handelt (Buchstabe Q an der dritten Stelle).

### ECM-pod
Im Umgangssprachgebrauch wird an Stelle des Begriffs Störbehälter zumeist der englische Begriff ECM-Pod verwendet.

### Programmierung
Die Programmierung und Anpassung des AN/ALQ-119 an die im Einsatzgebiet erwartete elektronische Bedrohung entsprach dem Stand der Technik der 1970er Jahre und war zeitaufwändig und umständlich. Die Parameter mussten für jedes Gerät einzeln mit Hilfe von über 200 Schaltern und Potentiometern auf einer Testbank justiert werden.

## Bedienung

### Bedienpanel im Cockpit
Bedient wird der AN/ALQ-119 über ein Panel im Cockpit, über das der Behälter ein- und ausgeschaltet wird und voreingestellte Programme abgerufen werden können. Es gibt verschiedene Typen von Bedienpanels, je nach Flugzeugmuster, bzw. Variante.

### Compass Tie
Technisch möglich war zudem eine Anbindung des AN/ALQ-119 an den  Radarwarnempfänger AN/ALR-46 der Firma Litton Industries. Diese Kombination wurde als Compass Tie bezeichnet.

## Entwicklung

### Vorläufer – Nachfolger
Die Erfahrungen und Ergebnisse aus dem Projekt QRC-335 (QRC=Quick Reaction Capability), aus welchem der Störbehälter AN/ALQ-101 hervorging, waren Basis für das Projekt QRC-522. Aus dieser im Jahre 1970 begonnenen Entwicklung entstand das Serienprodukt AN/ALQ-119.
In der ersten Version deckte der AN/ALQ-119 neben der SA-2 auch die SA-3 ab. Ursprünglich für die F-4 Phantom vorgesehen  und dort zuerst bei den Wild Weasel in Vietnam im Einsatz, wurde der AN/ALQ-119 schnell zum Standardselbstschutzstörer einer Reihe von US-Kampfflugzeugen, wie z. B. A-10, F-16 und F-111. Im Laufe der Jahre wurde der AN/ALQ-119 immer wieder modernisiert und an veränderte Bedrohungen angepasst. Insgesamt entstanden 17 Varianten. Der AN/ALQ-119(V)17 wurde Anfang der 1980er Jahre zum AN/ALQ-184 weiterentwickelt.

### Einsatz
Der AN/ALQ-119 musste sich während des Vietnamkrieges, des Jom Kippur Krieges und in geringer zuletzt auch noch während der Operation Desert Storm im Einsatz bewähren.

### Außerdienststellung
Die US-Luftwaffe musterte den AN/ALQ-119 ab dem Jahre 1992 aus. Ungefähr 700 Geräte wurden zum Preis von 500 Mio. USD zu AN/ALQ-184 umgebaut.

### Verwendung in Deutschland
In Deutschland war der AN/ALQ-119 der Standard ECM-pod für den Aufklärer RF-4E Phantom, nach dessen Außerdienststellung er bei der F-4F Phantom bis zu deren Außerdienststellung weiter genutzt wurde. Aktuell findet der AN/ALQ-119 noch zu Ausbildungszwecken Verwendung: Zieldarstellungsflugzeuge der Firma GFD können bis zu zwei dieser Störbehälter an Aufhängungen unter den Tragflächen mitführen und mit Trainingsstörprogrammen elektronische Bedrohungen darstellen. Mit den so erzeugten realen EloGM werden Radarbediener im Erkennen von Störungen und in der Anwendung von elektronischen Schutzmaßnahmen trainiert.

## Technische Daten
Die technischen Daten variieren ja nach Version des AN/ALQ-119.
| Version        | Länge (inch) | Länge (Meter) | Durchmesser (inch) | Durchmesser (cm) | Masse (lbs) | Masse (kg) | Varianten               |
| -------------- | ------------ | ------------- | ------------------ | ---------------- | ----------- | ---------- | ----------------------- |
| long version   | 143          | 3,63          | 21                 | 53               | 575         | 261        | (V) 1, 4, 7, 10, 12, 13 |
| medium version | 115          | 2,92          | 21                 | 53               | 400         | 181        | (V) 3, 6, 9, 11, 14     |
| short version  | 105          | 2,67          | 15                 | 38               | 319         | 145        | (V) 2, 5, 8, 13, 16, 17 |

- Frequenzbereich: 2,6–16,5 GHz[20]
- Leistungsaufnahme: 10,3 kVA[20]

## Trägerflugzeuge
- A-7 Corsair II
- A-10
- F/RF-4 Phantom II
- F-16
- F-111

## Nutzer
- Ägypten[21]
- Deutschland[22]
- Israel[23]
- Japan[24]
- Türkei[25]
- Vereinigte Staaten[26]